# Dundophora fimbriiterga
Dundophora fimbriiterga är en tvåvingeart som beskrevs av Schmitz 1955. Dundophora fimbriiterga ingår i släktet Dundophora och familjen puckelflugor. Inga underarter finns listade i Catalogue of Life.